# 趙秉孜
趙秉孜（1539年—？），字恒守，號益斋，福建泉州府南安縣人，民籍，明朝政治人物。

## 生平
嘉靖四十三年（1564年）甲子科福建鄉試第四十一名舉人，隆慶五年（1571年）中式辛未科會試第一百四十八名，二甲第四十名進士。兵部觀政，授户部主事，萬曆三年（1575年）改靖州同知，五年升严州府通判，九年升池州府同知，十一年患病致仕。

## 家族
曾祖趙魁；祖父趙璘；父趙大申，母傅氏。嚴侍下。兄趙秉脩、趙秉忠。弟趙秉升、趙秉章。